# Bộ Tiết (卩)
Bộ Tiết (卩) là một trong 23 bộ thủ được cấu tạo từ 2 nét trong số 214 Bộ thủ Khang Hy. Theo từ điển Hán-Việt của Trần Văn Chánh thì chữ 卩 là chữ 節 (tiết, tiệt) thời xưa. Như vậy, chữ 卩 có thể hiểu là đốt, đoạn.
Trong Khang Hi tự điển, có 40 ký tự (trong tổng số 49.030) được tìm thấy dưới bộ thủ này.

## Chữ sử dụng bộ Tiết (卩)

Tiểu triện

| Số nét | Chữ            |
| ------ | -------------- |
| 2 nét  | 卩             |
| 3 nét  | 卪             |
| 4 nét  | 卫 卬          |
| 5 nét  | 卭 卮 卯       |
| 6 nét  | 印 危          |
| 7 nét  | 卲 即 却 卵    |
| 8 nét  | 卶 卷 卸 卺 巻 |
| 9 nét  | 卹 卻 卼 卽    |
| 10 nét | 卿             |
| 11 nét | 卾             |
| 13 nét | 厀 厁          |